# 스크라딘

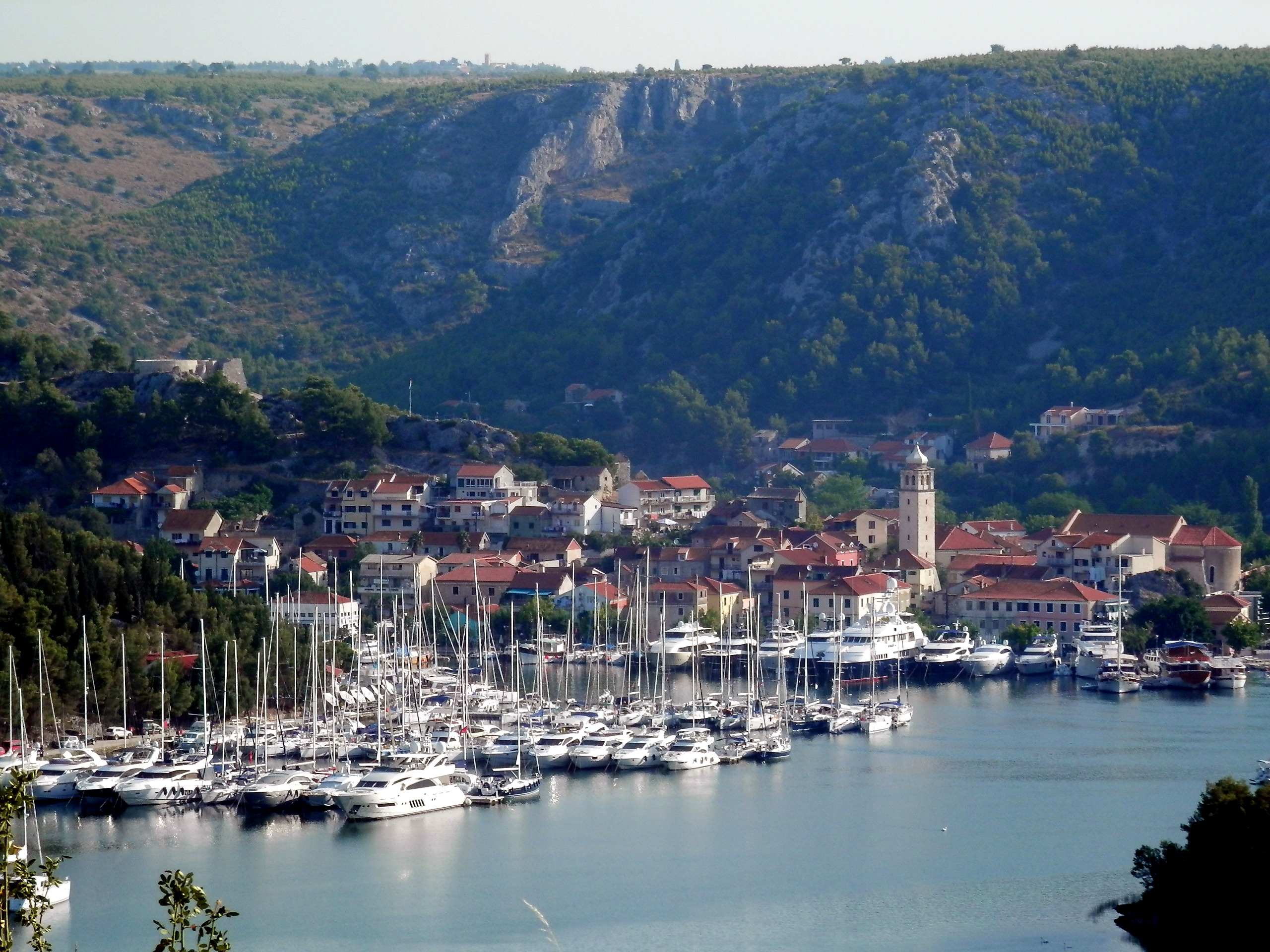
스크라딘

스크라딘(크로아티아어: Skradin, 이탈리아어: Scardona)은 크로아티아 시베니크크닌주에 위치한 도시로 인구는 3,823명(2011년 기준)이다. 시베니크에서 17km, 스플리트에서 100km 정도 떨어진 곳에 위치한다.
크르카강(Krka) 인근에 위치하며 크르카강 국립공원의 입구와 접한다. 스크라딘에서 이름을 딴 폭포인 스크라딘스키부크 폭포(Skradinski Buk)를 포함한 여러 폭포들과 가까운 지점에 위치한다.